# Karl Langosch
Karl Langosch (* 11. April 1903 in Berlin; † 10. März 1992) war ein deutscher Altgermanist, Philologe und Hochschullehrer, der sich insbesondere mit der mittelalterlichen deutschen Literatur in Latein befasste.

## Werdegang und Wirken
Langosch studierte nach dem Abitur Germanistik – vor allem bei Gustav Roethe – und Mittellateinische Philologie bei Karl Strecker an der Friedrich-Wilhelms-Universität zu Berlin. Er schloss seine Promotion zum Dr. phil. an der Universität Berlin 1932 mit einer Dissertation zum Thema Die Sprache des Göttweiger Trojanerkriegs ab.
Langosch erwarb sich umfangreiche Kenntnisse sowohl in der deutschen als auch in der lateinischen Literatur des Mittelalters. Dies erwies sich in seiner Mitarbeit am „Deutschen Wörterbuch“ der Preußischen Akademie der Wissenschaften von 1929 bis 1936, als Lehrbeauftragter für Mittellateinische Philologie an der Universität Berlin seit 1936 und durch zahlreiche Artikel für „Die deutsche Literatur des Mittelalters – Verfasserlexikon“, das er in der Nachfolge von Wolfgang Stammler als Herausgeber von 1943 bis 1955 zum Abschluss gebracht hat. Langosch begriff „die Literaturen des abendländischen Mittelalters als ein In- und Miteinander, als lediglich in der Sprache sich unterscheidende Produkte einer einheitlich lateinisch geprägten Bildungskultur in Europa.“ Auf Basis dieser mediävistischen Sicht erarbeitete Langosch viele wertvolle Texteditionen und Textinterpretationen der mittellateinischen Literatur.
Nach erfolgter Habilitation wurde Langosch im Wintersemester 1957/58 als Professor für die Mittellateinische Abteilung an das Institut für Altertumskunde der Universität Köln berufen. Hier forschte und lehrte er bis Ende des Sommersemesters 1969. In Köln konzentrierte sich Langosch auf die Aufgabe, „die mittelalterliche Literaturen Europas als zusammengehöriges Ganzes aufzuzeigen und für ihren mittellateinischen Anteil Grundlegendes bereitzustellen.“ Dieses Forschungsprogramm verdichtete sich in Langoschs Schriften wie der „Einführung in das lateinische Mittelalter“ (1963), „Die deutsche Literatur des lateinischen Mittelalters in ihrer geschichtlichen Entwicklung“, „Die Überlieferungsgeschichte der mittellateinischen Literatur“ (1964) sowie die „Profile des lateinischen Mittelalters“ (1966). Langosch ist es gelungen, das für die Kölner Universität neue Fach „Mittellateinische Philologie“ zwischen den alt eingesessenen Disziplinen der Klassischen Philologie, der Älteren Germanistik und der Mittelalterlichen Geschichte erfolgreich aufzubauen und zu etablieren.
Auch nach seiner Emeritierung 1969 wurde Langosch nicht der mittellateinischen Forschung müde. Dies zeigen beispielsweise die 1990 erschienenen Veröffentlichungen „Mittellatein und Europa. Führung in die Hauptliteratur des Mittelalters“ und „Europas Latein des Mittelalters“. „Mitten in der Arbeit an einem Buch über die lateinischen und volkssprachigen Versionen der Alexandersage im Mittelalter hat ihm der Tod die Feder aus der Hand genommen.“

## Publikationen
- Asinarius und Rapularius (1929),
- Wilhelm Meyer aus Speyer und Paul von Winterfeld, Begründer der mittellateinischen Wissenschaft (1936),
- Mittellatein als Deutschkunde, eine nationale Aufgabe deutscher Wissenschaft und Schule (1937),
- als Herausgeber: Wolfgang Stammler u. a. (Hrsg.): Verfasserlexikon – Die deutsche Literatur des Mittelalters. 5 Bände, Berlin und Leipzig (1933–1955); Band 3–5 hrsg. von Karl Langosch (1943 ff.)
- Politische Dichtung um Kaiser Friedrich Barbarossa (1943),
- Die Germanen (1948),
- Das Mittelalter (1951),
- Hymnen und Vagantenlieder (1954),
- Waltharius, Ruodlieb, Märchenepen (1956),
- Geistliche Spiele (1957),
- Hymnen und Vagantenlieder (1958),
- Vagantendichtung (1963),
- Lateinisches Mittelalter (1963),
- Geschichte der Textüberlieferung der antiken und mittelalterlichen Literatur. Überlieferungsgeschichte der mittelalterlichen Literatur (Band 2, 1964),
- Die deutsche Literatur des lateinischen Mittelalters in ihrer geschichtlichen Entwicklung (1964),
- Mittellateinische Studien und Texte (1965)[2],
- Die Lieder des Archipoeta (1965),
- Profile des lateinischen Mittelalters (1965),
- Die europäische Literatur des Mittelalters (1966).

Auch nach seiner Emeritierung setzte er sein umfangreiches literarisches Werk fort und veröffentlichte bis ins hohe Alter zahlreiche weitere Werke wie
- Lyrische Anthologie des lateinischen Mittelalters (1968),
- Mittellateinische Dichtung (1969),
- Weib, Wein und Würfelspiel (1969),
- Mediävistik (1970),
- Literatur und Sprache im europäischen Mittelalter (1973),
- Lateinisches Mittelalter (1975), Die deutsche Literatur des Mittelalters: Verfasserlexikon (1977)[3],
- König Artus und seine Tafelrunde (1980),
- Vagantendichtung – lateinisch und deutsch, 2. Aufl., 11.–22. Tsd., Verlag Dieterich, Leipzig 1984, DNB-Link,
- Kleine Schriften (1986), Mittellatein und Europa (1990),
- Europas Latein des Mittelalters (1990).

Darüber hinaus gab er Texte und Übersetzungen mittelalterlicher Schriften heraus wie
- Das „Registrum multorum auctorum“ des Hugo von Trimberg (1942),
- Der Nibelunge Nôt (1953),
- Die Briefe Kaiser Heinrichs IV. mit den Quellen zu Canossa (1954),
- Leben, Leiden und Wunder des heiligen Erzbischofs Engelbert von Köln von Caesarius von Heisterbach („Heisterbacensis“, 1955),
- Waltharius, Ruodlieb, Märchenepen (1956),
- Brevis Germaniae descriptio von Johannes Cochläus (1960),
- Dulcitius von Hrotsvit („Gandeshemensis“, 1964),
- Ludus de Antichristo-Das Tegernseer Spiel vom deutschen Kaiser und vom Antichrist (1965),
- Reineke Fuchs (1967),
- Donisii, comedia pamphile (1979),
- Narrenspiegel oder Burnellus, der Esel, der einen längeren Schwanz haben wollt von Nigellus de Longchamp (1982).